# Krasblok

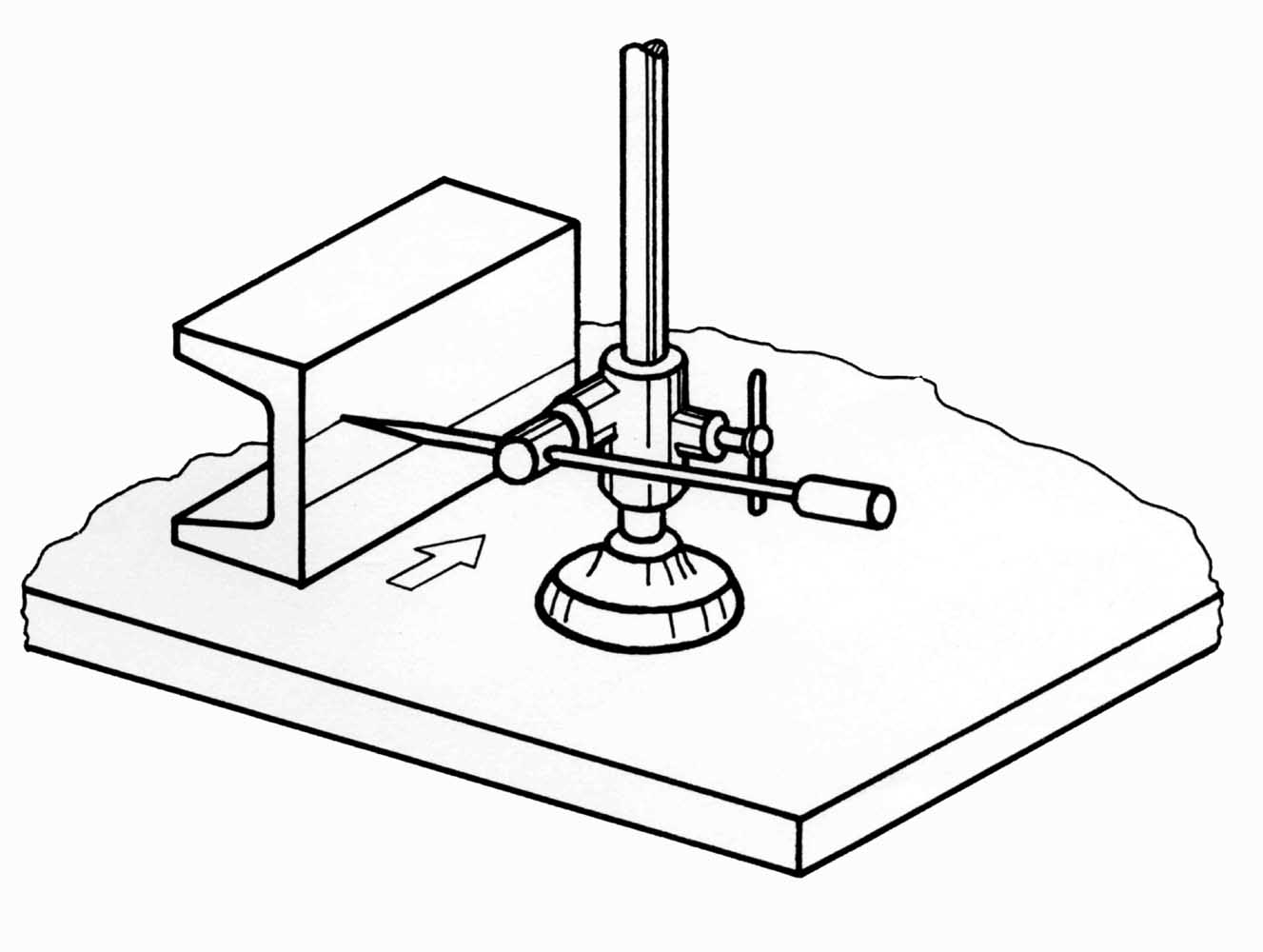
Krasblok met werkstuk op een vlakplaat

Een krasblok wordt gebruikt in de metaalbewerking. Samen met een vlakplaat dient dit voor het nauwkeurig aftekenen van hulplijnen op een werkstuk.
Een krasblok bestaat uit een zware voet, waarop een verticale stang is aangebracht die voorzien is van een verschuifbare houder waarin een kraspen is bevestigd. De kraspen is nauwkeurig in te stellen met behulp van een stelschroef. Door middel van meetgereedschap wordt de kraspen op de juiste hoogte ingesteld. Meestal wordt daarvoor een standmaat gebruikt. Dit is een meetlat bevestigd aan een steunblokje. De kraslijn wordt aangebracht door het krasblok over de vlakplaat langs het werkstuk te schuiven, waarbij de kraspen licht tegen het werkstuk wordt gedrukt. Op deze manier kan men op het werkstuk nauwkeurig horizontale lijnen aanbrengen, dit kan gebeuren op elk verticaal werkstukvlak. Bij het aftekenen van cilindervormige werkstukken maakt men gebruik van een V-blok, dit wordt onder andere toegepast voor het bepalen van het middelpunt van een as. Voor een betere zichtbaarheid wordt vaak het af te tekenen oppervlak voorzien van sneldrogende aftekeninkt.
Voor het aftekenen van werkstukken kan men ook een hoogtemeter gebruiken, de hoogte-instelling gebeurt hier rechtstreeks met behulp van een nonius of een digitaal afleesvenster.